# ハイモ・プファイフェンベルガー
ハイモ・プファイフェンベルガー（Heimo Pfeifenberger、1966年12月29日 - ）は、オーストリアの元サッカー選手。元オーストリア代表。ポジションはフォワード。

## 来歴
1989年にオーストリア代表デビュー。出場機会は無かったが、1990 FIFAワールドカップのメンバーにも選ばれた。2大会ぶりの出場となった1998 FIFAワールドカップではグループステージ全3試合に出場した。オーストリア代表で40試合に出場、9得点をあげた。

## 代表歴

### 出場大会
- オーストリア代表
  - 1990 FIFAワールドカップ
  - 1998 FIFAワールドカップ

### 試合数
- 国際Aマッチ 40試合 9得点（1989年-1998年）[1]

| オーストリア代表 | 国際Aマッチ | 国際Aマッチ |
| 年               | 出場        | 得点        |
| ---------------- | ----------- | ----------- |
| 1989             | 2           | 1           |
| 1990             | 1           | 0           |
| 1991             | 3           | 1           |
| 1992             | 4           | 1           |
| 1993             | 6           | 3           |
| 1994             | 5           | 1           |
| 1995             | 6           | 1           |
| 1996             | 1           | 0           |
| 1997             | 6           | 1           |
| 1998             | 6           | 0           |
| 通算             | 40          | 9           |